# Еджвотер (Меріленд)
Еджвотер (англ. Edgewater) — переписна місцевість (CDP) в США, в окрузі Енн-Арундел штату Меріленд. Населення — 9446 осіб (2020).

## Географія
Еджвотер розташований за координатами 38°56′17″ пн. ш. 76°33′13″ зх. д. / 38.93806° пн. ш. 76.55361° зх. д. (38.938025, -76.553698).  За даними Бюро перепису населення США в 2010 році переписна місцевість мала площу 9,92 км², з яких 7,75 км² — суходіл та 2,17 км² — водойми.

## Демографія
Згідно з переписом 2010 року, у переписній місцевості мешкали 9023 особи в 3600 домогосподарствах у складі 2386 родин. Густота населення становила 910 осіб/км².  Було 3878 помешкань (391/км²).
Расовий склад населення:
| - 88,8 % — білих - 2,3 % — чорних або афроамериканців - 1,9 % — азіатів - 0,4 % — корінних американців - 4,1 % — осіб інших рас |

До двох чи більше рас належало 2,5 %. Частка іспаномовних становила 8,0 % від усіх жителів.
За віковим діапазоном населення розподілялося таким чином: 20,2 % — особи молодші 18 років, 65,4 % — особи у віці 18—64 років, 14,4 % — особи у віці 65 років та старші. Медіана віку мешканця становила 41,3 року. На 100 осіб жіночої статі у переписній місцевості припадало 96,0 чоловіків;  на 100 жінок у віці від 18 років та старших — 95,6 чоловіків також старших 18 років.
Середній дохід на одне домашнє господарство  становив 115 242 долари США (медіана — 99 875), а середній дохід на одну сім'ю — 118 337 доларів (медіана — 105 435). Медіана доходів становила 62 170 доларів для чоловіків та 57 784 долари для жінок. За межею бідності перебувало 6,8 % осіб, у тому числі 9,6 % дітей у віці до 18 років та 3,5 % осіб у віці 65 років та старших.
Цивільне працевлаштоване населення становило 5254 особи. Основні галузі зайнятості: науковці, спеціалісти, менеджери — 17,5 %, публічна адміністрація — 15,5 %, освіта, охорона здоров'я та соціальна допомога — 11,0 %, роздрібна торгівля — 10,1 %.